# Fryderyk IV Holsztyński
Fryderyk IV (ur. 18 października 1671 na zamku Gottorp; zm. 19 lipca 1702 w bitwie pod Kliszowem) – książę Holsztynu-Gottorp w latach 1695-1702.

## Życiorys
Fryderyk IV był najstarszym synem księcia holsztyńskiego Chrystiana Albrechta. Był kuzynem i przyjacielem późniejszego króla Szwecji Karola XII, stając się także jego szwagrem po zawarciu w 1698 r. małżeństwa z Jadwigą Zofią, siostrą Karola Władzę w księstwie objął po śmierci ojca w 1694 roku. 
Od początku swego panowania dążył do zbliżenia ze Szwecją, widząc w unii z nią gwarancję samodzielności własnego państwa. Jeszcze za panowania Karola XI wydał tzw. ius armorum, czyli szereg postanowień, w których przyznał sobie prawo do utrzymywania własnej armii i budowania fortyfikacji na granicy z Danią. Po śmierci Karola XI wojska duńskie najechały księstwo Fryderyka IV. Mimo poważnych strat i zniszczeń książę nie utracił swej władzy. Po ślubie z Jadwigą Zofią zyskał poparcie Karola XII. 
Z mianowania Karola XII został głównodowodzącym wojsk szwedzkich w Niemczech. W 1700 roku objął dowództwo niemiecko-szwedzkiej armii interwencyjnej, której zadaniem było wyparcie wojsk duńskich z granic księstwa Holstein-Gottorp. W obliczu klęsk armii duńskiej w wojnie ze Szwecją, książę podpisał 11 sierpnia 1700 w Traventhal podpisał traktat pokojowy z królem Danii Fryderykiem IV. Traktat z Traventhal przywracał pełną suwerenność księstwu gottorpskiemu, które miało odtąd pełne prawa do utrzymywania wojsk i zawierania traktatów z obcymi mocarstwami.
Wziął udział u boku Karola XII w III wojnie północnej, w walkach w Polsce. Dowodził szarżą kawalerii w bitwie pod Kliszowem, gdzie został ciężko ranny. Zmarł tego samego dnia 19 lipca 1702 roku, w wieku 31 lat. Legenda mówi że poległ od kuli wystrzelonej z polskiej armaty przez generała Marcina Kątskiego gdzie później spoczął w okazałym grobie pod kamienną figurą w pobliskim Rębowie.

## Rodzina
Ze związku z Jadwigą Zofią miał jednego syna:
- Karol Fryderyk (ur. 29 kwietnia 1700; zm. 18 czerwca 1739), który w 1725 r. poślubił Annę Piotrownę[6]. Ich synem był cesarz Rosji Piotr III[6].